# Majala (Sõmerpalu)
Majala – wieś w Estonii, w prowincji Võru, w gminie Sõmerpalu.